# Europese kampioenschappen shotokan karate-do
De Europese kampioenschappen shotokan karate-do zijn door de European Shotokan Karate-do Association (ESKA) georganiseerde kampioenschappen voor karateka's.

## Geschiedenis
De eerste editie vond plaats in 1986 in het Britse Sunderland.

## Edities
| Editie | Jaar | Locatie                          |
| ------ | ---- | -------------------------------- |
| 1      | 1986 | Sunderland (Verenigd Koninkrijk) |
| 2      | 1987 | Sunderland (Verenigd Koninkrijk) |
| 3      | 1988 | Parijs (Frankrijk)               |
| 4      | 1989 | Athene (Griekenland)             |
| 5      | 1990 | Ferrara (Italië)                 |
| 6      | 1991 | Tampere (Finland)                |
| 7      | 1992 | Monaco (Monaco)                  |
| 8      | 1993 | Limasol (Cyprus)                 |
| 9      | 1994 | Spała (Polen)                    |
| 10     | 1995 | Pori (Finland)                   |
| 11     | 1996 | Lissabon (Portugal)              |
| 12     | 1998 | Nymburk (Tsjechië)               |
| 13     | 1999 | Cádiz (Spanje)                   |
| 14     | 2000 | Luzern (Zwitserland)             |
| 15     | 2001 | Wenen (Oostenrijk)               |
| 16     | 2002 | Limasol (Cyprus)                 |
| 17     | 2003 | Sunderland (Verenigd Koninkrijk) |
| 18     | 2004 | Cádiz (Spanje)                   |
| 19     | 2005 | Wrocław (Polen)                  |

| Editie | Jaar | Locatie                                             |
| ------ | ---- | --------------------------------------------------- |
| 20     | 2006 | Luzern (Zwitserland)                                |
| 21     | 2007 | Matosinhos (Portugal)                               |
| 22     | 2008 | Crawley (Verenigd Koninkrijk)                       |
| 23     | 2009 | Wels (Oostenrijk)                                   |
| 24     | 2010 | Koblenz (Duitsland)                                 |
| 25     | 2011 | Bielsko-Biała (Polen)                               |
| 26     | 2012 | Belgrado (Servië)                                   |
| 27     | 2013 | Póvoa de Varzim (Portugal)                          |
| 28     | 2014 | Zürich (Zwitserland)                                |
| 29     | 2015 | Crawley (Verenigd Koninkrijk)                       |
| 30     | 2016 | Chalkida (Griekenland)                              |
| 31     | 2017 | Matosinhos (Portugal)                               |
| 32     | 2018 | Niš (Servië)                                        |
| 33     | 2019 | San Fernando (Spanje)                               |
| 34     | 2020 | Moskou (Rusland, geannuleerd door COVID-19)         |
| 35     | 2021 | Winterthur (Zwitserland, geannuleerd door COVID-19) |
| 36     | 2022 | Winterthur (Zwitserland)                            |
| 37     | 2023 | San Fernando (Spanje)                               |
| 38     | 2024 | Gondomar (Portugal)                                 |